# Andreas Geßmann
Andreas Geßmann (ur. 16 stycznia 1969 w Wesel) – niemiecki duchowny rzymskokatolicki, od 2025 biskup pomocniczy Essen.

## Życiorys

### Prezbiterat
Święcenia kapłańskie otrzymał 6 czerwca 2003 i został inkardynowany do diecezji Essen. Od momentu przyjęcia święceń kapłańskich pracował głównie w duszpasterstwie parafialnym. Po ukończeniu studiów specjalistycznych na Uniwersytecie Ludwika i Maksymiliana w Monachium uzyskał w 2014 tytuł naukowy doktora teologii ze specjalnością teologia pastoralna. 

### Episkopat
14 listopada 2024 papież Franciszek mianował go biskupem pomocniczym diecezji Essen, nadając mu stolicę tytularną Castro di Sardegna. Sakrę biskupią otrzymał 2 lutego 2025 w katedrze w Essen z rąk biskupa Franza-Josefa Overbecka. 